# Апедемак
Ападема́к — кушитский бог, изображавшийся в форме змея с лицом льва. Основными культовыми центрами Апедемака были древний Мероэ, а также храмовые комплексы с современной локализацией в Мусавварат-эс-Суфра (возведен при царе Куша Арнекамани (ок. 235—218 гг. до н. э.)) и в Нага (сооружён в период правления Аманиторе и Натакамани (ок. 2 год до н. э. — 23 год)). Культ Апедемака на территории Нубии неразрывно связан с тотемическим почитанием льва, возникшим, видимо, ещё в доисторическую эпоху. Бог-лев изображался с символами царской власти, олицетворяя мощь, воинскую доблесть и победу над врагами, а также являясь источником плодородия.